# Elio Testoni
Elio Testoni (sorrento, 10 settembre 1947) è un saggista e drammaturgo italiano.

## Biografia
Dal 1980 è stato redattore della rivista "Gulliver" e ha collaborato con "Problemi dell'Informazione", con "Democrazia e diritto" e con "Rinascita", scrivendo numerosi articoli e saggi in materia televisiva, di mass media, di editoria e di teatro, anche a livello comparato. Successivamente ha scritto saggi sul teatro di Luchino Visconti, di Luigi Squarzina, di Giorgio Strehler, di Bertolt Brecht e di Luigi Pirandello e sulla costituzione dei teatri nazionali per la rivista "Ariel".
Altri saggi, pubblicati in atti di convegni, riguardano il teatro di Eduardo De Filippo e ancora di Giorgio Strehler. Ha organizzato per conto del Senato due convegni: nel 2004 sulla drammaturgia civile e sull'impegno sociale di Eduardo De Filippo, nel 2008 sul teatro di Giorgio Strehler, curandone, per entrambi i convegni, la pubblicazione degli atti. Ha anche curato, insieme a Caterina d'Amico, una mostra su “Luchino Visconti e il suo tempo” nel 2006 e una mostra sulla drammaturgia civile e politica di Luigi Squarzina nel 2015.
Ha curato il volume Luigi Squarzina, la storia e il teatro (2012) ed è stato autore di un altro volume: Dialoghi con Luigi Squarzina nel 2015. È in avanzata fase di elaborazione un volume su Ugo Gregoretti.
È responsabile scientifico dell'Archivio Squarzina conservato presso la Fondazione Istituto Gramsci, di cui è membro del Consiglio scientifico. Ha collaborato con l'Università di Firenze al Progetto dell'Archivio multimediale dell'attore italiano. È membro del Consiglio di amministrazione dell'Istituto di studi pirandelliani e della rivista "Ariel".
È stato autore del volume Il sistema radiotelevisivo in Francia e Gran Bretagna. Assetto istituzionale e modello organizzativo nel 1987 e di Giochi di teatro. Commedie nel 1998.
È autore e regista di dieci commedie rappresentate al Teatro delle Muse e al Teatro Flaiano di Roma, nonché autore di due commedie messe in scena al Teatro Flaiano.
È stato funzionario del senato della repubblica italiana dal 1974 al 2012. 
Segretario della commissione sanità e poi del servizio delle commissioni.

## Opere

### Saggi
1)    E. Testoni, Rai-Tv: da “fedele servitore” a servizio pubblico, in L’astrolabio, n. 12, 8-6-1980, pp. 29–31
2)    E. Testoni, Le interferenze private, in Rinascita, n. 35, 5 settembre 1980, p. 14
3)    E. Testoni, Il sistema radiotelevisivo in Francia, in Democrazia e diritto, n. 5, 1982, pp. 87–101
4)    E. Testoni, Ognuno ha i suoi problemi. Analisi della legislazione francese e inglese, in Gulliver, Anno II, n. 4-5, aprile-maggio 1983, pp. 13–16
5)    E. Testoni, In Francia controllo di stato nelle tv private, in Paese Sera, 29 maggio 1983
6)    E. Testoni, Ancora senza legge. Elezioni europee in tv, in Gulliver, Anno III, n. 5, maggio 1984, pp. 3–4
7)    E. Testoni, La stampa di fronte ai moti de “La boje!” ed al processo di Venezia, in Annali Cervi, VI/1984, pp. 311–337
8)    E. Testoni, Siamo ancora all'inizio. Analisi delle proposte di legge sull'emittenza radiotelevisiva di Pci, Pri e Pli, in Gulliver, Anno III, n. 6, giugno 1984, pp. 5–11
9)    E. Testoni, Due decreti: dalla negligenza all'urgenza. I decreti Craxi pro Berlusconi, in Gulliver, Anno IV, n. 1, gennaio 1985, pp. 5–8
10) E. Testoni, L'oligopolio illegittimo. Le sentenze della Corte costituzionale e l'inarrestabile ascesa del signor Berlusconi, in Gulliver, Anno IV, n. 4, aprile 1985, pp. 6–8
11) E. Testoni, La lunga marcia di Mitterand: dal servizio pubblico all'ignoto. La legge del 1982, quella del 1984 e il rapporto Bredin, in Gulliver, Anno IV, n. 7-8, luglio-agosto 1985, pp. 4–10
12) E. Testoni, Cronistoria di una Commissione che avrebbe potuto decidere tutto e che si trovò a non decidere mai, in Gulliver, Anno IV, n. 10, ottobre 1985, pp. 3–6
13) E. Testoni, Intricate trame alla francese per la privatizzazione forzata. Il rapporto Bredin, gli accordi con Berlusconi e l'intervento di Chirac, in Gulliver, Anno V, n. 5, maggio 1986, pp. 3–6
14) E. Testoni, Le proposte dei privati scavalcano tutto e tutti: immaturi o peggio?, in Gulliver, Anno V, n. 7-8, luglio-agosto 1986, pp. 4–9
15) E. Testoni, Berlusconi tra Mitterand, Chirac ed i funzionari, in Gulliver, Anno V, n. 9, settembre 1986, pp. 7–10
16) E. Testoni, Gran Bretagna e Francia efficienti sì, ma nel tagliare la mano pubblica. Sulla politica della Thatcher e di Chirac, in Gulliver, Anno V, n. 11, novembre 1986, pp. 5–10
17) E. Testoni, Il modello radiotelevisivo britannico proposto dalla Commissione Peacock, in Problemi dell'informazione, Anno XI, n. 4, ottobre-dicembre 1986, pp. 633–644
18) E. Testoni, Si rinnova la legge editoria: i punti del provvedimento, in Gulliver, Anno VI, n. 2, gennaio 1987, pp. 31–35
19) E. Testoni, Il satellite all’inglese, in Rinascita, n. 6, 14 febbraio 1987, pp. 36–38
20) E. Testoni, Da sette anni una storia di impegni sull'audiovisivo. Le posizioni degli organismi europei, in Gulliver, Anno VI, maggio 1987, pp. 12–15
21) E. Testoni, La spinta alla privatizzazione. Le posizioni dei principali paesi europei, in Gulliver, Anno VI, n. 7-8, luglio-agosto 1987, pp. 9–11
22) E. Testoni, Le leggi modello Chirac per TV, radio e stampa, in Problemi dell'informazione, Anno XII, n. 3, luglio-settembre 1987, pp. 407–430
23) E. Testoni, Opzione zero. Berlusconi val bene un accordo di Governo. Le valutazioni delle forze politiche culturali e sociali e le normative antitrust in Francia e Gran Bretagna, in Gulliver, Anno VII, n. 6, giugno 1988, pp. 3–7
24) E. Testoni, Film in TV e diritto di autore quando c'è lo spot pubblicitario, in Gulliver, anno VIII, n. 2, febbraio 1989, pp. 3–10
25) E. Testoni, Le equazioni, i teoremi e le opinioni sugli spot TV.  In Italia e all'estero, in Gulliver, Anno VIII, n. 6, giugno 1989, pp. 5–9
26) E. Testoni, Dopo quattordici anni la legge ed è ancora un regalo a Berlusconi. Analisi del ddl Mammì ed il confronto con le legislazioni di Francia, Gran Bretagna, Germania federale e Spagna, in Gulliver, Anno IX, n. 4, aprile 1990, pp. 5–10
27) E. Testoni, Disciplinare il sistema radiotelevisivo: il lungo percorso di una proposta di legge controversa, in Democrazia e diritto, n. 3-4, maggio-agosto 1990, pp. 267–291
28) E. Testoni, Appena nata, già vecchia. I quindici anni che hanno portato alla legge Mammì, in Gulliver, Anno X, n. 1, gennaio 1991, pp. 5–10
29) E. Testoni, Ricominciare dalla RAI. Dibattito sulla riforma della riforma. Le posizioni del Garante, dei partiti, il ddl Golfari, il documento Borri, in Gulliver, Anno X, n. 4, aprile 1991, pp. 3–10
30) E. Testoni, La sindrome di B: storia di due decreti e di tante verità. Sulla formazione della graduatoria per il rilascio delle concessioni radiotelevisive, in Gulliver, Anno XI, n. 10, ottobre 1992, pp. 3–8
31) E. Testoni, Luci ed ombre della nuova legge. Sulla legge 206/1993 sul nuovo sistema di nomina del consiglio d'amministrazione RAI, in Gulliver, Anno XII, n. 7-8, luglio-agosto 1993, pp. 3–7
32) E. Testoni, L'attuazione della legge televisiva e le contraddizioni sui poteri del Garante, in Problemi dell'informazione, Anno XVIII, n. 1, marzo 1993, pp. 3–22
33) E. Testoni, La costituzione illegale del monopolio della Fininvest e le protezioni governative, in Democrazia e diritto, Anno XXXIV, n. 1, gennaio-marzo 1994, pp. 425–467
34) E. Testoni, Classe politica e stampa nelle elezioni europee: Italia e Francia (I), in Democrazia e diritto, Anno XXXIV, n. 2-3, gennaio 1994, pp. 411–447
35) E. Testoni, Le sponsorizzazioni dei programmi televisivi. Il regolamento, in Gulliver, Anno XIII, n. 5, maggio 1994, pp. 3–7
36) E. Testoni, Multimedialità, pluralismo e identità culturale. Sull'indagine conoscitiva dell'8ª Commissione del Senato, in Gulliver, Anno XIII, n. 11-12, novembre-dicembre 1994, pp. 3–6
37) E. Testoni, Par condicio: luci ed ombre. Le leggi in vigore in Italia e in Europa, in Gulliver, Anno XIV, n. 4, aprile 1995, pp. 4–9
38) E. Testoni, Una storia lunga un anno. RAI e par condicio, in Gulliver, Anno XIV, n. 11, novembre 1995, pp. 3–6
39) E. Testoni, La «coerenza» della destra? Storia dei ddl per la nomina del C.d.a. della RAI, in Gulliver, Anno XV, n. 7-8, luglio-agosto 1996, pp. 24–28
40) E. Testoni, Antitrust e authority nella legislazione europea: i casi di Francia, Germania e Gran Bretagna, in Democrazia e diritto, Anno XXXVI, n. 4, ottobre-dicembre 1996, pp. 357–381
41) E. Testoni, Una riforma necessaria. Sul teatro, in Gulliver, Anno XVII, n. 9, settembre 1997, pp. 27–34
42) E. Testoni, Verso l'Europa con contraddizioni. Il ddl del Governo sulle quote e sulla pubblicità televisiva, in Gulliver, Anno XVII, n. 3, marzo 1998, pp. 3–7
43) E. Testoni, La «legge Gasparri» ovvero la perpetuazione del duopolio, in Democrazia e diritto, Anno XLI, n. 4, 2003, pp. 168–189
44) E. Testoni, Il decreto-legge del Governo sui contributi allo spettacolo. Quale politica per lo spettacolo, in Gulliver, Anno XX, n. 5, maggio 2003, pp. 8–13
45) E. Testoni e M. Marcellini, Intervista a Nicola Badalucco ed Enrico Medioli su “Morte a Venezia” e “La caduta degli dei” di Luchino Visconti, in Götterdämmerung, Film Museum, Berlin, 2003, pp. 33–42
46) E. Testoni, La legge Gasparri e la Corte costituzionale, in Gulliver, Anno XX, n. 12, dicembre 2003, pp.
47) E. Testoni, Cinema e mondo contadino, in “Democrazia e contadini in Italia nel XX secolo”, Robin, Roma, 2006, vol. II, pp. 601–639
48) E. Testoni e M. Marcellini, Intervista a Carlo Lizzani e Francesco Rosi sul cinema e le tematiche contadine, in “Democrazia e contadini in Italia nel XX secolo”, cit., pp. 641–662
49) E. Testoni, La critica e la drammaturgia civile di Eduardo De Filippo del periodo 1945-1950, in E. Testoni (a cura di), Eduardo De Filippo, Atti del Convegno di studi sulla drammaturgia civile e sull'impegno sociale di Eduardo De Filippo, senatore a vita, organizzato dal Senato della Repubblica, 9 novembre 2004, Rubbettino, Soveria Mannelli, 2005, pp. 65–95
50) E. Testoni, Introduzione, in E. Testoni (a cura di), Eduardo De Filippo, Atti del Convegno di studi sulla drammaturgia civile e sull'impegno sociale di Eduardo De Filippo, cit., pp. XVII-LXXI
51) E. Testoni, Il teatro di Luchino Visconti, in C. d'Amico de Carvalho (a cura di), Luchino Visconti e il suo tempo, Electa, Milano, 2006
52) E. Testoni, La cultura e le istituzioni nazionali nel biennio 1945-1946, in Ariel, n. 1/3, gennaio-dicembre 2007, numero monografico dedicato a Luchino Visconti, pp. 107–144
53) E. Testoni, La scena, il copione, in Ariel, n. 23, maggio-dicembre 2009, pp. 151–161
54) E. Testoni, Il progetto di riforma del teatro di Strehler, la costituzione del Piccolo e il contesto storico, in E. Testoni (a cura di), Giorgio Strehler, Atti del Convegno di studi su Giorgio Strehler e il teatro pubblico, organizzato dal Senato della Repubblica, 21 gennaio 2008, Rubbettino, Soveria Mannelli, 2009, pp. 15–30
55) E. Testoni, Introduzione, in E. Testoni (a cura di), Giorgio Strehler, (cit), pp. XIX-LXII
56) E. Testoni, Il teatro di Visconti e la critica nell'Italia della ricostruzione, in Pensare la politica, scritti per Giuseppe Vacca, Carocci, Roma, 2009, pp. 147–170
57) E. Testoni, Luigi Squarzina: un teatro di cultura, in Ariel, gennaio–giugno 2011, pp. 87–111
58) E. Testoni, Biografia e spettacoli di Eduardo De Filippo, in Memoria del Teatro italiano. Attori e attrici. Archivio Multimediale Attori italiani (A.M.At.I.), Dipartimento di Storia delle Arti e dello Spettacolo, Facoltà di Lettere e Filosofia, Università degli Studi di Firenze, 2011
59) E. Testoni, Squarzina mette in scena Sartre: Il diavolo e il buon Dio, in Ariel, luglio-dicembre 2011, pp. 75–94
60) E. Testoni, Brecht: Squarzina, Strehler, in Ariel, n. 1, gennaio–giugno 2013, pp. 33–88
61) E. Testoni, Squarzina e Guerrieri nel privato delle lettere e nel pubblico delle riflessioni, relazione al Convegno di studio su Gerardo Guerrieri organizzato dal Dipartimento di Storia dell'Arte e Spettacolo, Università La Sapienza di Roma, 1-2 marzo 2017
62) E. Testoni, Biografia e spettacoli di Franco Graziosi, in Memoria del Teatro italiano. Attori e attrici. Archivio Multimediale Attori italiani (A.M.At.I.), Dipartimento di Storia delle Arti e dello Spettacolo, Facoltà di Lettere e Filosofia, Università degli Studi di Firenze, 2017
63) E. Testoni, L’estate romana raccontata da un nonno, in M. De Nicolò (a cura di), Roma. Riflessioni per una rinascita, Lithos, Roma, 2019, pp. 131–145
64) E. Testoni, Il teatro italiano oggi: quale riforma? Spunti dai modelli teatrali europei, in Ariel, n. 1/2, Nuova Serie, 2019
65) E. Testoni, Intervista al direttore del Teatro di Roma, Antonio Calbi, in Ariel, n. 1/2, Nuova Serie, 2019
66) E. Testoni, Il modello teatrale italiano:criticità, proposte e confronti europei, in Ariel, n.3, Nuova Serie, 2020
67) E. Testoni, Intervista a Claudio Longhi, direttore di Emilia-Romagna Teatro Fondazione, in Ariel, n.3, Nuova Serie, 2020
68) E. Testoni, Il Crogiuolo di Miller e la messinscena di Visconti, in Ariel, n.4, Nuova Serie, 2021
69) E. Testoni, Intervista a Filippo Fonsatti, direttore della Fondazione Teatro Stabile di Torino, in Ariel, n.4, Nuova Serie, 2021
70) Curatore, insieme a Marina Marcellini, del numero monogragico della rivista Ariel dedicato a Luigi Squarzina per il centenenario della nascita: Ariel 7/8, Nuova Serie, 2022

### Volumi
- E. Testoni, Il sistema radiotelevisivo in Francia e Gran Bretagna. Assetto istituzionale e modello organizzativo, Edizioni ERI, 1987
- E. Testoni e I. Testoni, Giochi di teatro. Commedie, Ila Palma, Roma, 1998 (scritto con la figlia Ilaria)
- E. Testoni (a cura di), Eduardo De Filippo, Rubbettino, Soveria Mannelli, 2005
- E. Testoni (a cura di), Giorgio Strehler, Rubbettino, Soveria Mannelli, 2009
- E. Testoni (a cura di), Luigi Squarzina, La storia e il teatro, Carocci editore, Roma, 2012
- E. Testoni, Dialoghi con Luigi Squarzina, Le Lettere, Firenze, 2015

### Commedie
- Chi ha rapito il sol? (Roma, Teatro delle Muse, 1991)
- L'ultimo gigante (Roma, Teatro delle Muse, 1992)
- È mai possibile? (Roma, Teatro delle Muse, 1993)
- Un caso di coscienza (Roma, Teatro delle Muse, 1994)
- Sondaggio mortale (Roma, Teatro delle Muse, 1995)
- Il nome della legge (Roma, Teatro delle Muse, 1996)
- Essi sono tra noi (Roma, Teatro delle Muse, 1997)
- Quella casa sulla 77ª strada (Roma, Teatro Flaiano, 1999)
- Un caso di coscienza (nuova edizione) (Roma, Teatro Flaiano, 2000)
- Provaci ancora, Hamlet (Roma, Teatro Flaiano, 2001)

| Controllo di autorità | VIAF (EN) 46080971 · ISNI (EN) 0000 0000 3850 1602 · SBN CFIV060115 · BAV 495/272494 · LCCN (EN) n98077581 · BNF (FR) cb15123218s (data) |